# Sheng

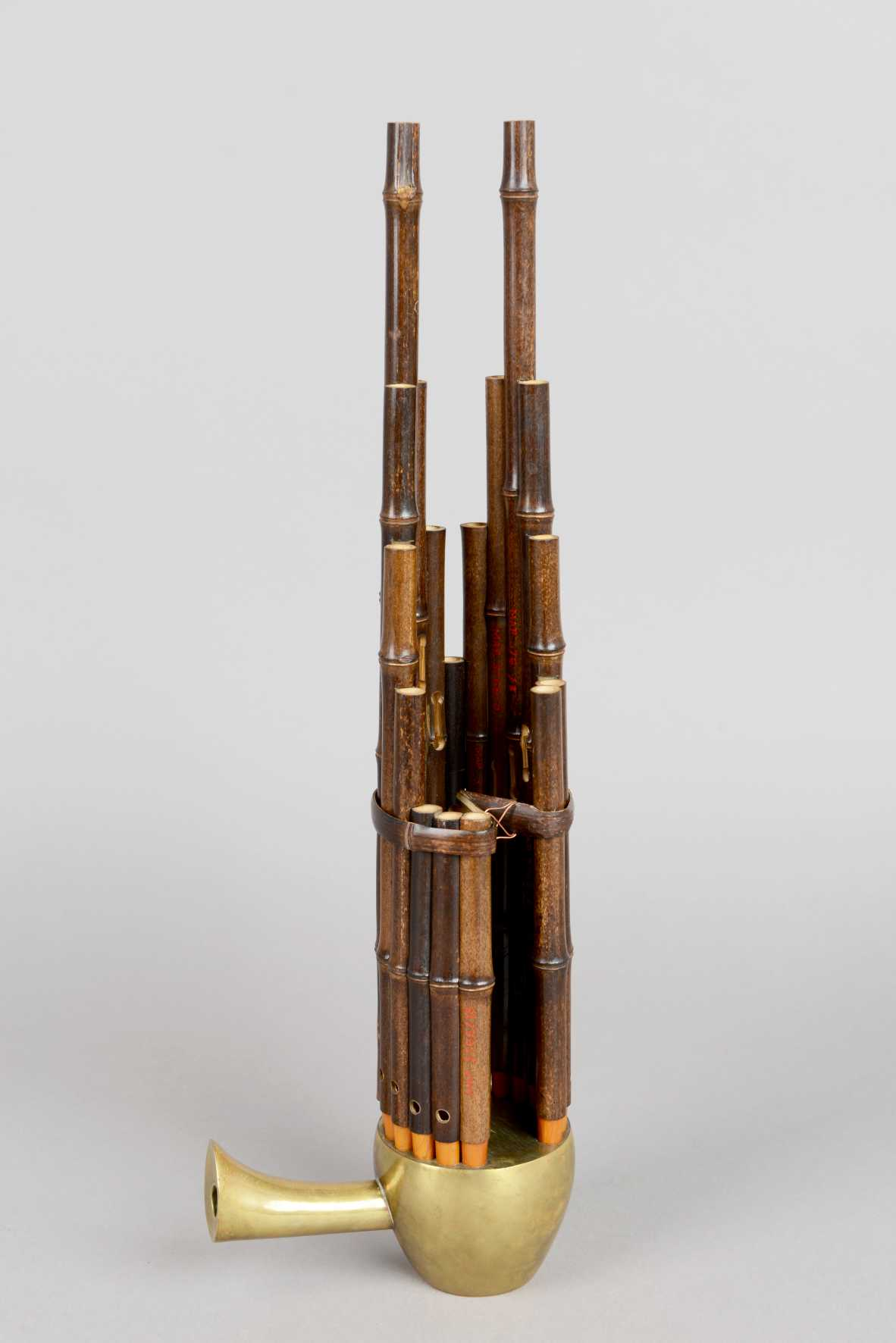
Sheng, Museo de Asia y Pacífico de Varsovia

El sheng (en chino: 笙; Wade-Giles: shêng1; pinyin: shēng) es un Instrumento de viento chino, perteneciente a la familia de los instrumentos de lengüeta libre. Es un órgano de boca que consiste principalmente en tubos verticales. 
Es uno de los instrumentos chinos más antiguos conocidos, imágenes de él datan del año 1100 AC. Incluso se han preservado algunos instrumentos de la era Shangao hasta el día de hoy. Tradicionalmente se ha utilizado como instrumento de acompañamiento para solista de suona o de dizi. Es uno de los instrumentos principales en la orquesta moderna china (usado tanto para acompañamiento o solista) u otras forma de opera china. En el norte de china, ensambles pequeños como ensambles de viento o percusión, también lo utilizan.
Algunos creen que Johann Wilde y Pere Amiot viajaron a China e introdujeron los primeros shengs a Europa en 1740 y 1777, respectivamente, aunque se conocían instrumentos musicales similares en Europa siglos antes.[cita requerida]
En la orquesta sinfónica china moderna, se utiliza tanto para la melodía como para acompañamiento. Su sonido es cálido y suave. La posibilidad de producir acordes lo convierte en un instrumento de acompañamiento de gran valor.

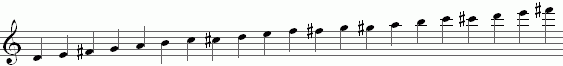
Extensión tonal de un sheng de 21 tubos.